# Heinz Pollay
Heinrich Pollay dit Heinz Pollay, né le 4 février 1908 à Köslin et mort le 14 mars 1979 à Munich, est un cavalier allemand de dressage.

## Carrière
Heinz Pollay participe aux Jeux olympiques d'été de 1936 à Berlin et remporte les médailles d'or des épreuves individuelle et par équipe de dressage sur son cheval Kronos.
Il est aussi présent aux Jeux olympiques d'été de 1952 à Helsinki sur sa monture Adular; septième en dressage individuel, il fait partie de l'équipe allemande de dressage médaillée de bronze.
C'est en tant que juge qu'il participe aux Jeux olympiques d'été de 1972 à Munich; il est le premier arbitre à délivrer le serment olympique à des Jeux d'été.